# 焦宝林
焦宝林（1958年6月—1998年11月6日），山西忻州市东楼乡南肖村人，中华人民共和国政治人物。

## 生平
1978年3月，考入山西师范大学，毕业后在西山矿务局工作。1984年加入中国共产党。1993年3月，任共青团山西省委副书记。1995年12月，调长治工作，先后担任长治市副市长、市委常委、组织部长；1998年4月，升任中共长治市委副书记、市长。1998年11月6日，在外地开会途中遭遇车祸遇难。